# Eloxochitlán (kommun i Mexiko, Puebla, lat 18,51, long -96,92)
Eloxochitlán är en kommun i Mexiko.   Den ligger i delstaten Puebla, i den sydöstra delen av landet, 250 km öster om huvudstaden Mexico City. Antalet invånare är 12 575. Arean är 100 kvadratkilometer.
Terrängen i Eloxochitlán är bergig åt nordväst, men åt sydost är den kuperad.
Följande samhällen finns i Eloxochitlán:
- Loma Bonita
- Chiapa
- Atexacapa
- Tepepan
- Papaloapan
- Itzcuintonalco
- El Mirador
- Atiocuabtitla
- El Crucero
- Cuabtlajapa
- Zacacoapan
- Ojo de Agua
- Tetziquitla
- Unión y Progreso
- Campo Nuevo Uno
- Tepetzala
- Tlacotépetl
- Atlalaquia
- Tuxtla
- Macuiltepec
- Amatitla
- El Tepeyac
- Buena Vista
- Laguna Seca
- Cañada Rica
- Tepeticpac